# Тепловой пункт
Тепловой пункт (ТП) — комплекс устройств, расположенный в обособленном помещении, состоящий из элементов тепловых энергоустановок, обеспечивающих присоединение этих установок к тепловой сети, их работоспособность, управление режимами теплопотребления, преобразование, регулирование параметров теплоносителя и распределение теплоносителя по видам потребителей. Тепловой пункт — сооружение с комплектом оборудования, позволяющее изменить температурный и гидравлический режимы теплоносителя, обеспечить учёт и регулирование расхода тепловой энергии и теплоносителя.

## Назначение
Основными задачами ТП являются:
- учет тепловых потоков и расходов теплоносителя и конденсата
- контроль параметров теплоносителя
- регулирование расхода теплоносителя
- распределение теплоносителя по системам потребления теплоты
- преобразование вида теплоносителя или его параметров
- защита местных систем от аварийного повышения параметров теплоносителя
- заполнение и подпитка систем потребления теплоты
- сбор, охлаждение, возврат конденсата и контроль его качества
- аккумулирование теплоты
- подготовка воды для систем горячего водоснабжения
- отключение систем потребления теплоты

## Виды тепловых пунктов
ТП различаются по количеству и типу подключенных к ним систем теплопотребления, индивидуальные особенности которых определяют тепловую схему и характеристики оборудования ТП, а также по типу монтажа и особенностям размещения оборудования в помещении ТП.
Различают следующие виды ТП:
- Индивидуальный тепловой пункт (ИТП). Используется для обслуживания одного потребителя (здания или его части). Как правило, располагается в подвальном или техническом помещении здания, однако, в силу особенностей обслуживаемого здания, может быть размещён в отдельностоящем сооружении.
- Центральный тепловой пункт (ЦТП). Используется для обслуживания группы потребителей (зданий, промышленных объектов). Чаще располагается в отдельностоящем сооружении, но может быть размещен в подвальном или техническом помещении одного из зданий.
- Блочный тепловой пункт (БТП). Изготавливается в заводских условиях и поставляется для монтажа в виде готовых блоков. Может состоять из одного или нескольких блоков. Оборудование блоков монтируется очень компактно, как правило, на одной раме. Обычно используется при необходимости экономии места, в стесненных условиях. По характеру и количеству подключенных потребителей БТП может относиться как к ИТП, так и к ЦТП.